# United Instruments of Lucilin
United Instruments of Lucilin ist ein luxemburgisches Musikensemble. Es wurde 1999 gegründet und widmet sich der Förderung und dem Auftrag von Werken des 20. und 21. Jahrhunderts.
In rund 40 Konzerten pro Jahr präsentiert Lucilin ein breites Spektrum musikalischer Veranstaltungen, die von „traditionellen“ Konzerten über Musiktheaterproduktionen und Kinderprojekte bis hin zu Improvisationssessions reichen.
Im Jahr 2023 startete das Ensemble seine eigene unabhängige Reihe Lucilin in the City und ist in der Philharmonie Luxemburg mit der Reihe Lucilin: Now! vertreten. Jedes Jahr organisiert Lucilin die Luxembourg Composition Academy in Zusammenarbeit mit dem rainy days festival. 
United Instruments of Lucilin hat Werke bei Komponisten wie François Sarhan, Igor C Silva, Diana Soh, Elsa Biston, Albena Petrovic-Vratchanska, Mirela Ivičević, Camille Kerger, Patrick Muller, Sina Fallahzadeh et Yang Song in Auftrag gegeben.

## Mitglieder
Das Ensemble besteht aus den folgenden Mitgliedern:
- André Pons-Valdès, Violine
- Winnie Cheng, Violine
- Danielle Hennicot, Bratsche
- Olivier Sliepen, Saxophon
- Sophie Deshayes, Flöte
- Max Mausen, Klarinette
- Pascal Meyer, Klavier
- Guy Frisch, Perkussion